# Beverly Park

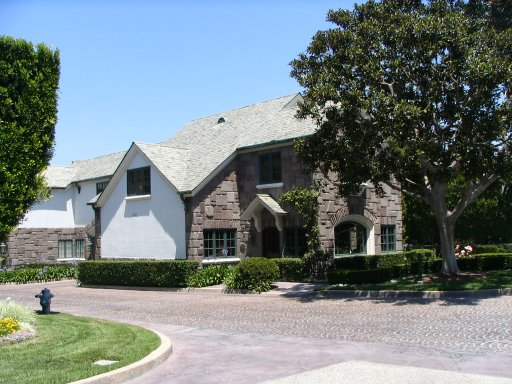
La casa del guarda de Beverly Park en Summitridge

Beverly Park, dividido en North Beverly Park y South Beverly Park, es una urbanización cerrada en Los Ángeles, California. Este barrio rico es conocido principalmente por su concentración de casas grandes y por sus famosos residentes. Las comunidades llevan una dirección de la oficina de correos de Beverly Hills ( código postal 90210), pero están ubicadas dentro de la ciudad de Los Ángeles. El vecindario está ubicado entre Mulholland Drive y Sunset Boulevard y Coldwater Canyon Drive y Beverly Glen Boulevard, al este del vecindario Beverly Glen.
North Beverly Park, con una entrada principal en 13100 Mulholland Drive, es la sección más grande de 64 casas. South Beverly Park consta de 16 casas.
Las cláusulas de propiedad requieren que las casas en Beverly Park tengan al menos 464,5 metros cuadrados (5,000 pies cuadrados).

## Historia
Ya en la década de 1960, el área estaba en desarrollo como "un campo de golf y un club de campo, que lleva el nombre de Dean Martin". Para 1979, los desarrolladores Elliot Gottfurcht y Brian Adler, junto con inversionistas privados, desarrollaron South Beverly Park como "una comunidad idílica de grandes fincas con sentimientos históricos que se sentirían como el Beverly Hills de antaño". El proyecto se completó en 1990 como una urbanización cerrada de 100 hectáreas (250 acres). Adler utiliza el concepto de tener verjas para distinguir la vecindad de otros barrios del Westside de Beverly Hills, Holmby Hills y Bel-Air. Originalmente contenía 64 parcelas de 0,8 hectáreas (2 acres), un parque paisajístico de 1,6 hectáreas (4 acres) y más de 40 hectáreas (100 acres) de espacio abierto; desde entonces se han desarrollado varias parcelas adyacentes. Beverly Park está dividido en dos comunidades separadas, una es North Beverly Park y la otra es South Beverly Park. North Beverly Park es una comunidad más grande y la mayoría de las casas allí generalmente tenían precios mucho más altos que las casas de South Beverly Park. 
En mayo de 2008, los residentes de South Beverly Park demandaron a la Asociación de Propietarios de North Beverly Park por el acceso a las dos puertas del norte en Mulholland Drive después de que el acceso fuera restringido en 2007. Los residentes de South Beverly Park podrían usar la puerta, pero los visitantes se vieron obligados a usar las puertas del sur, que, debido a la ubicación del vecindario, podrían requerir un desvío de hasta 11 kilómetros (7 millas). La disputa surgió en marzo de 2006 cuando la Asociación de Propietarios del norte envió una carta a los propietarios de viviendas del sur exigiendo que "paguen su parte justa de los gastos en que incurrimos [la asociación del norte] para el mantenimiento de las carreteras, puertas y seguridad" por una cantidad de 121,000 dólares al año. Los residentes del sur rechazaron la demanda, y hubo una serie de correspondencia legal que resultó en que el norte elevó la cantidad que buscaba a 128,000 dólares. En mayo de 2007, el norte informó a los vecinos del sur que sus familiares, "personal, vendedores e invitados" ya no podrían ingresar a las puertas del norte en Summitridge y Mulholland Drives. El 13 de enero de 2009, el juez Norman P. Tarle falló a favor de la Asociación de Propietarios de South Beverly Park, otorgándoles el derecho a recuperar el uso completo de las puertas del norte, y sus amigos, invitados y vendedores que ya no tendrían que tomar el desvío de once kilómetros. La Asociación de Propietarios de North Beverly Park más tarde presentó una apelación a la decisión, pero se confirmó la sentencia.
Después de que se estimase la demanda, el sistema judicial otorgó a los residentes de South Beverly Park una orden posterior, que les da derecho a una compensación de la Asociación de Propietarios del Norte por los honorarios de abogados y los gastos por un total de 826,926.13 dólares. La Asociación de Propietarios de North Beverly Park también presentó una apelación a esta orden posterior a la sentencia, pero volvió a perderla cuando se confirmó la sentencia a finales de 2011. Esto puso fin a una batalla legal de casi cinco años. 

## Crimen
A pesar de ser una urbanización cerrada, ha habido casos raros pero ocasionales de delitos. En febrero de 2007, la casa de Tim McGraw y Faith Hill en Beverly Park fue objeto de robo. La policía declaró que se creía que el método de entrada fue una ventana rota y que faltaba una cantidad de dinero no especificada. En febrero de 2010, el automóvil de la residente Lisa Vanderpump fue robado de su acceso al garaje durante la noche y lanzado de un acantilado cercano. Los antiguos residentes Robert y Jeannette Bisno afirmaron que sus jardines habían sido llenados de papel higiénico, pisoteados y cubiertos de escombros en 2004, aunque se especuló que esto podría haber sido cometido por otro(s) residente(s), ya que los Bisno estaban involucrados en una disputa con la Asociación de Propietarios sobre una escultura en ese momento.
Aunque no es un delito, ocurrió un incidente en junio de 2012, cuando la casa del número 50 de Beverly Park Way (actualmente propiedad del empresario armenio ruso Albert Avdolyan) se incendió, lo que requirió que más de 100 bomberos contuvieran el incendio y se causaron más de 1 millón de dólares en daños. Según un portavoz del LAFD, el incendio no fue provocado y empezó accidentalmente por un equipo de construcción que estaba impermeabilizando la casa en ese momento.

## Residentes
Algunos residentes notables de Beverly Park han sido:
- Avi Arad[3]
- Barry Vínculos[3][4]
- Larry Flax[3]
- Edward Glazer[3]
- Alec Gore[3]
- Tom Gore[3]
- Steven F. Udvar-Házy[3]
- Steve Harvey[3]
- Samuel L. Jackson[4]
- Johnson mágico[4]
- Bruce Makowsky[3]
- Jeff Marine[3]
- Reba McEntire[4]
- Mike Medavoy[4]
- Eddie Murphy[3][13]
- Luciana Paluzzi[14]
- Sumner Redstone[3][4]
- Haim Saban[3][4]
- Alexander Sabadash[3]
- Príncipe Turki cubo Nasser Al Saud[3]
- Príncipe Naef cubo Ahmed Al-Saud[3]
- Kimora Lee Simmons[3]
- Eric Smidt[3]
- Rod Stewart[3]
- Sylvester Stallone[3][4]
- Yife Tien[3]
- Ronald Tutor[3]
- Steven F. Udvar-Házy[3]
- Lisa Vanderpump[3]
- Mark Wahlberg[3][15]
- Denzel Washington[3][4]
- Russell Weiner[3]
- Norma Zada[16]
- Richard Zanuck[4]
- Jami Gertz